# Drabescoides undomarginata
Drabescoides undomarginata är en insektsart som beskrevs av Cen och Cai 2002. Drabescoides undomarginata ingår i släktet Drabescoides och familjen dvärgstritar. Inga underarter finns listade i Catalogue of Life.